# Cerro Quimsa Chata
Cerro Quimsa Chata är ett berg i Bolivia.   Det ligger i departementet Oruro, i den sydvästra delen av landet, 400 km väster om huvudstaden Sucre. Toppen på Cerro Quimsa Chata är 4 780 meter över havet.
Terrängen runt Cerro Quimsa Chata är kuperad, och sluttar söderut. Trakten runt Cerro Quimsa Chata är nära nog obefolkad, med mindre än två invånare per kvadratkilometer.. 
Omgivningarna runt Cerro Quimsa Chata är i huvudsak ett öppet busklandskap.